# Tratado de Amizade Russo-Persa de 1921

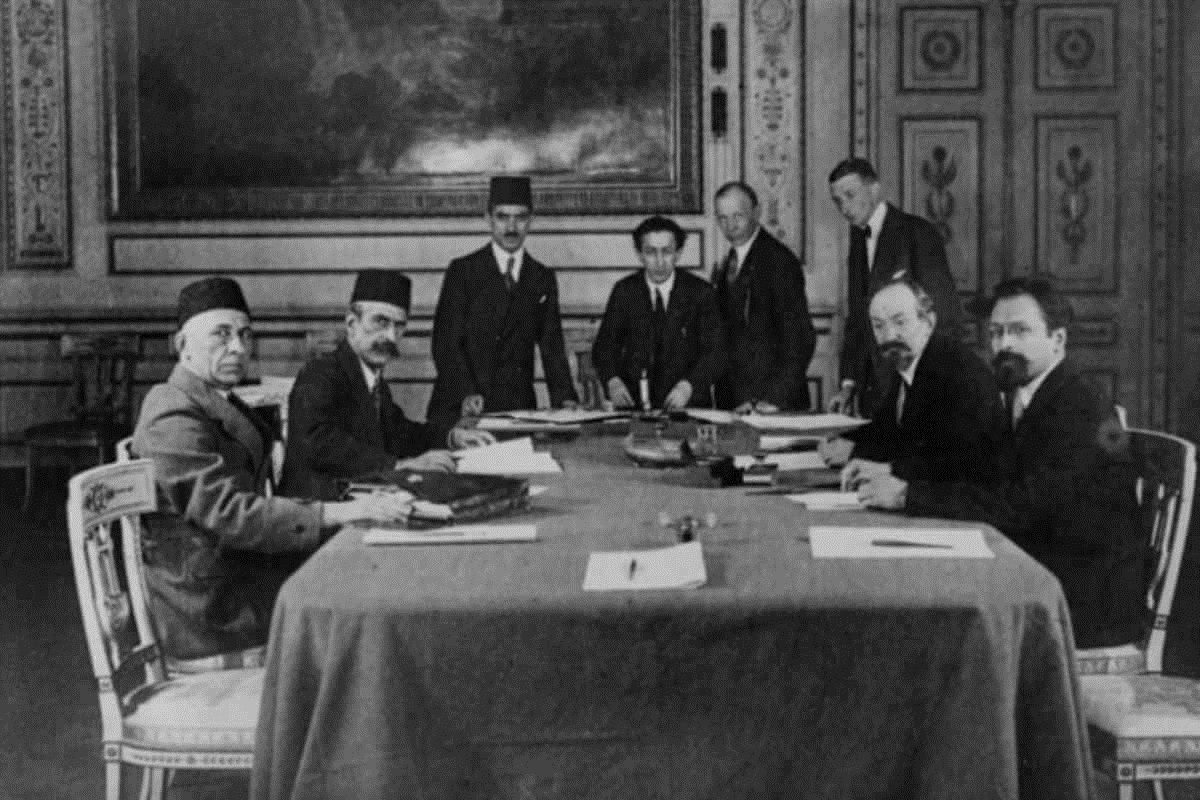
Assinatura do Tratado de Amizade Russo-Persa

O Tratado de Amizade Russo-Persa foi assinado em 26 de fevereiro de 1921 entre representantes do Irã e da Rússia Soviética. Com base nos termos do tratado, todos os acordos anteriores feitos entre os signatários, incluindo o Tratado de Turcamanchai, foram anulados. Além disso, tanto a Rússia Soviética como o Irã receberam direitos marítimos plenos e paritários no Mar Cáspio, juntamente com o direito de navegar sob suas respectivas bandeiras nacionais nos seus navios comerciais. Ratificações foram trocadas em Teerã em 26 de fevereiro de 1922. Foi registrado em League of Nations Treaty Series em 7 de junho de 1922. O propósito original do tratado era impedir forças russas brancas contrarrevolucionárias que fugiram para o Irã após a Revolução Bolchevique de atacar os soviéticos do território iraniano como havia acontecido anteriormente a 1918. Uma passagem do Tratado, nomeadamente os artigos 5 e 6, foi objeto de forte debate no parlamento persa; o sentimento anti-britânico, no entanto, levou à sua aceitação, sem alteração. O tratado serviria como base para a ocupação soviética em 1941, e os artigos 5 e 6 seriam eventualmente repudiados pelo Irã em 1979.

## Trechos
Assinado em Moscou, 26 de fevereiro de 1921
ARTIGO 5
As duas Altas Partes Contratantes comprometem-se a:
- (1) Proibir a formação ou presença em seus respectivos territórios de qualquer organização ou grupo de pessoas, independentemente do nome pelo qual sejam conhecidas, cujo objetivo seja praticar atos de hostilidade contra a Pérsia ou a Rússia, ou contra os Aliados da Rússia. Eles também proibirão a formação de tropas ou exércitos dentro de seus respectivos territórios com o objetivo acima mencionado.
- (2) Não permitir que um terceiro ou organização, qualquer que seja o nome, que seja hostil à outra Parte Contratante, importe ou transporte em trânsito através de seus países material que possa ser usado contra a outra Parte.
- (3) Para impedir por todos os meios ao seu alcance a presença dentro de seus territórios ou dentro dos territórios de seus Aliados de todos os exércitos ou forças de terceiros nos casos em que a presença de tais forças seria considerada uma ameaça às fronteiras, interesses ou segurança da outra Parte Contratante.

ARTIGO 6
Se um terceiro tentar executar uma política de usurpação por meio de intervenção armada na Pérsia, ou se tal potência desejar usar o território persa como base de operações contra a Rússia, ou se uma potência estrangeira ameaçar as fronteiras da Federação Rússia ou os de seus aliados, e se o governo persa não puder impedir tal ameaça depois de ter sido convocado a fazê-lo pela Rússia, a Rússia terá o direito de avançar suas tropas para o interior persa para o fim de levar a cabo as operações militares necessárias à sua defesa. A Rússia compromete-se, entretanto, a retirar suas tropas do território persa assim que o perigo for removido.

## Anexo de 1921
(O Xá da Pérsia exigiu esclarecimento soviético dos artigos 5 e 6 do Tratado de Amizade)
Teerã, 12 de dezembro de 1931 Vossa Excelência,
Em resposta à sua carta datada do 20º dia de Ghows, Tenho a honra de informar que os artigos 5º e 6º se destinam a aplicar-se apenas aos casos em que tenham sido feitos preparativos para um ataque armado considerável à Rússia ou às repúblicas soviéticas aliadas a ela, por partidários do regime que foi derrubado ou por seus partidários entre as potências estrangeiras que estão em posição de ajudar os inimigos das Repúblicas Operárias e Camponesas e, ao mesmo tempo, de possuírem-se, pela força ou por métodos desleais, de parte do território persa, assim estabelecer uma base de operações para quaisquer ataques - feitos diretamente ou por meio das forças contrarrevolucionárias - que eles pudessem meditar contra a Rússia ou as repúblicas soviéticas aliadas a ela. Os Artigos referidos não se destinam, portanto, de forma alguma, a ataques verbais ou escritos dirigidos contra o Governo Soviético pelos vários grupos persas, ou mesmo por quaisquer emigrados russos na Pérsia, na medida em que tais ataques são geralmente tolerados entre potências vizinhas animado por sentimentos de amizade mútua.
No que diz respeito ao Artigo 13 e ao pequeno erro para o qual você chama a atenção no Artigo 3 com referência à Convenção de 1881, estou em posição de afirmar categoricamente, como sempre afirmei, que meu Governo, cuja atitude para com a nação persa é totalmente amigável, nunca procurou colocar quaisquer restrições ao progresso e prosperidade da Pérsia. Eu próprio partilho plenamente desta atitude, e estaria preparado, caso se mantenham relações amistosas entre os dois países para promover negociações com vista a uma revisão total ou parcial destes artigos nas linhas pretendidas pelo Governo persa, no que diz respeito aos interesses da licença da Rússia.
Tendo em conta o que precede, confio em que, como me prometeu na sua carta, o seu Governo e os Mejlis ratificarão o tratado em questão o mais brevemente possível.
Tenho a honra de ser, Excelência, etc.
(Assinado) Theodore Rothstein (embaixador soviético)
Representante Diplomático da
República Socialista Federal Soviética Russa